# 武汉单尾虫
武汉单尾虫（学名：Unicauda wuhanensis）为尾孢科单尾虫属的动物。在中国，分布于湖北等，营寄生生活，寄生在异育银鲫的体表、鼻腔。